# Vertrag von Narwa
Bündnisverträge

Preobraschenskoje (1699) • Dresden (1699) • Narva (1704) • Dresden (1709) • Thorn (1709) • Kopenhagen (1709) • Hannover (1710) • Lutsk (1711) • Adrianopel (1713) • Schwedt (1713) • Stettin (1715) • Berlin (1715) • Greifswald (1715)
Friedensverträge

Traventhal (1700) • Warschau (1705) • Altranstädt (1706) • Pruth (1711) • Frederiksborg (1720) • Stockholm (1719) • Stockholm (1720) • Nystad (1721)  • Stockholm (1729)
Kapitulationen

Estland und Livland (1710)
Der Vertrag von Narwa, auch Działyński-Pakt genannt, war ein Angriffs- und Schutzbündnis zwischen der sachsentreuen Fraktion von Polen-Litauen und der sächsisch-russischen Allianz gegen Schweden. Es wurde am 19. Augustjul. / 30. August 1704greg., in der Stadt Narwa (heutiges Narva in Estland), zehn Tage nach dem Sturm der Stadt durch russische Truppen geschlossen.

## Vorgeschichte

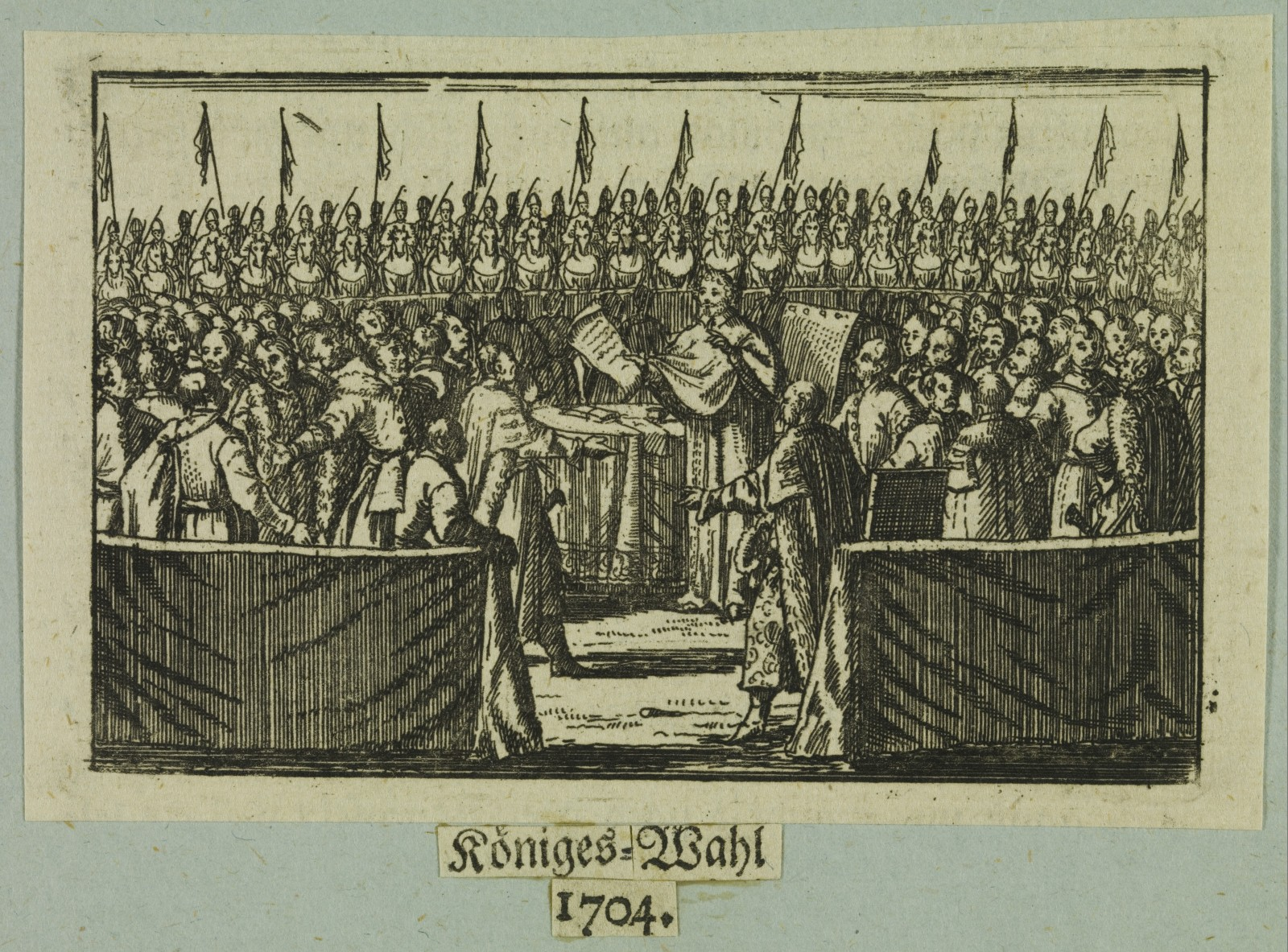
Am 12. Juli 1704 wurde gegen den Willen der Mehrheit des polnischen Adels unter dem Schutz der schwedischen Armee Stanislaus I. Leszczyński zum König gewählt.

Noch vor Beginn des Großen Nordischen Krieges wurde August der Starke zum König von Polen und Großfürsten von Litauen gewählt. 1699 schloss er Bündnisse mit Dänemark-Norwegen und Russland, diese bildeten die Grundlage für einen kombinierten Angriff auf das schwedische Reich. Der neu gewählte König von Polen hatte versprochen die schwedische Provinz Livland wieder an die polnische Krone zu binden. Im Herbst 1699 begannen die Vorbereitungen zum Einmarsch in Livland. Mitten in seinem Feldzug gegen die schwedischen Anteile von Holstein-Gottorf erlitt der dänische König Friedrich IV. eine entscheidende Niederlage bei der schwedischen Landung bei Humlebæk. Im Frieden von Traventhal trat Dänemark aus der Allianz aus. Dadurch konnte der schwedische König Karl XII. mit seinen Truppen der belagerten Stadt Riga zu Hilfe eilen und den sächsischen Angriff abwehren. Auch der russische Bündnispartner wurde vor Narva geschlagen und musste sich zurückziehen.
In der folgenden Zeit wurden die Sachsen von Karls Hauptarmee immer weiter ins Landesinnere von Polen zurückgedrängt. Ein Teil der Adligen schloss in der Folge einen Vertrag mit Schweden und Polen-Litauen wurde in zwei Lager gespalten. Der eine Teil unterstützte in der Konföderation von Sandomir weiterhin den legitim gewählten König August II. und die Schweden zugewandten Adligen unterstützten in der Konföderation von Warschau (1704) Stanislaus I. Leszczyński. Am 12. Juli 1704 gewann dieser die Wahl zum Gegenkönig, musste aber stets von den Schweden militärische gestützt werden.
Denn trotz des von Karl XII. eingesetzten Gegenkönigs wurde der legitim gewählte polnisch-litauische König August der Starke weiterhin unterstützt. Besonders die Armee stand zu dreiviertel hinter dem sächsischen Regenten. Zum Wohle des polnischen Volkes und dessen Einheit trat der sächsische König in Verhandlung mit Russland und der Anti-Schwedischen Koalition.

## Der Vertrag
Der Vertrag wurde für Polen von Thomas Działyński ausgehandelt. Er war ein Kommandeur der sächsisch-polnischen Armee und nahm zuvor an der Belagerung von Narva teil. Der Vertrag wurde von Peter dem Großen von Russland, August dem Starken und einer Mehrzahl polnisch-litauischer Adliger unterzeichnet.
Der Vertrag war sowohl offensiv als auch defensiv ausgerichtet. Sachsen und Russland einigten sich darauf den Krieg gegen Schweden gemeinsam weiter zu führen und keinen Separatfrieden mit Schweden zu schließen. Der russische Zar versprach August dem Starken jährlich mit 200.000 Rubel zu unterstützen, die für die Bezahlung und Ausrüstung der polnischen Kronarmee (26.200 Infanteristen und 21.800 Reiter) angedacht waren. Außerdem versprach der Zar den Polen, die aufseiten der Kosaken in einem Aufstand seit 1702 eroberten polnischen Gebiete in der Ukraine zurückzugeben. Ebenso sollten alle russischen Eroberungen in Livland am Ende des Krieges an Polen abgegeben werden. Zur Unterstützung im Kampf gegen den schwedischen König sollte Peter dem polnischen König August ein Kontingent von 12.000 voll ausgerüsteten Soldaten für das Kriegsjahr 1705 zur Verfügung stellen. Auch wurde in dem Vertrag ein neuer Feldzug vom russischen Zaren gegen Livland versprochen.

## Die Folgen
Sofort nach Vertragsschluss wurde Anikita Iwanowitsch Repnin mit zwölf Regimenter Kavallerie und Infanterie nach Polozk entsandt und ordnete sich dort dem polnischen Oberbefehl unter. Er erhielt aber auch die Order, sich mit dem Kontingent keiner großen Schlacht zu stellen, da sich Peter I. sicher war, das die Polen einer großen Feldschlacht nicht gewachsen waren. Daher setzte er lieber auf kleine Überfälle.
Der Vertrag war zunächst für beide Seiten günstig, denn für Russland war es von Vorteil, wenn auf dem polnischen Kriegsschauplatz so viele schwedische Kräfte wie möglich gebunden werden. Die langfristige Auswirkung zeigte sich im Russlandfeldzug von Karl XII. von 1707 bis 1709, als angedachte Verstärkungen für Karl aus Polen in der Schlacht bei Koniecpol aufgehalten wurden.
Für August II. war der Vertrag ebenfalls von Vorteil, denn sein Einfluss in Polen hatte sich stetig auf Grund der empfindlichen Niederlagen gegen den Schwedenkönig verringert. So erhielt er nun finanzielle und militärische Hilfe im Kampf gegen die Schweden.
Allerdings wurde mit dem Vertragsschluss auch deutlich, das die Führungsrolle in dem Krieg nunmehr endgültig auf den russischen Herrscher übergegangen war.
Die Fraktion des polnisch-litauischen Adels, welche sich treu gegenüber dem schwedischen König und Stanislaus I. Leszczynski hielten, schloss ein Bündnis gegen Sachsen und Russland. Der Vertrag von Warschau wurde im November 1705 geschlossen.